# 明眼院
明眼院（みょうげんいん）は、愛知県海部郡大治町にある天台宗の寺院である。日本最古の眼科専門の医療施設として知られる。なお、現在医療行為は行っていない。

## 歴史
大治町史によると、かつて尾張国海東郡馬嶋村（まじまむら）と呼ばれていたこの地に、延暦21年（802年）に最澄の弟子である聖円が、「五大山安養寺（ごだいさんあんようじ）」として開基したのが始まりであるとされている（奈良時代の行基の開山とも伝えられている）。
南北朝時代に入ると、建武以後の争いの戦火で寺の大半が焼失して荒廃状態にあった。そこへ訪れた清眼（「馬嶋清眼」とも呼ばれている、永和5年3月19日没）が付属の白山社（現馬島社）とともに再興して、本尊である薬師如来にちなんで「医王山薬師寺（いおうさんやくしじ）」と改名した。
延文2年/正平12年（1357年）のある日、清眼が自房である蔵南房（同寺首座）で睡眠をとっていると、夢の中に異国人が現れて、眼病治療の秘伝と眼病に効く霊水の在り処を告げた。目を覚ますと、その傍らに眼科専門の漢方医学の書が置かれており、夢で示された場所に行くと、霊水が湧いていた。これを薬師如来の化身によるものだと考えた清眼は、その書を精読したところ、異国人が伝えた秘伝の意味が理解できるようになった。そこで自房を眼病患者のために開放して、眼科治療を始めることになったのだという。
当時の眼科の治療法としては、内服薬・薬液による洗眼・軟膏貼付・粉末撒布の他に鍼や烙法による簡単な手術などであった。それでも内障（当時は白内障や緑内障に限らず、硝子体や網膜の異常も含んだ）や結膜炎などの広範な治療に、効果を発揮していた。

その名声は朝廷にも伝わり、やがて永正15年（1518年）には朝廷の依頼を受けて、薬師寺の僧侶が後柏原天皇の眼病を治療する。次いで寛永9年（1632年）に後水尾上皇の皇女の眼病の治療にあたったことから「明眼院」の院号を賜った。明和3年（1766年）には桃園帝の第2皇子の治療を行なったことから勅願寺の格式が与えられた。

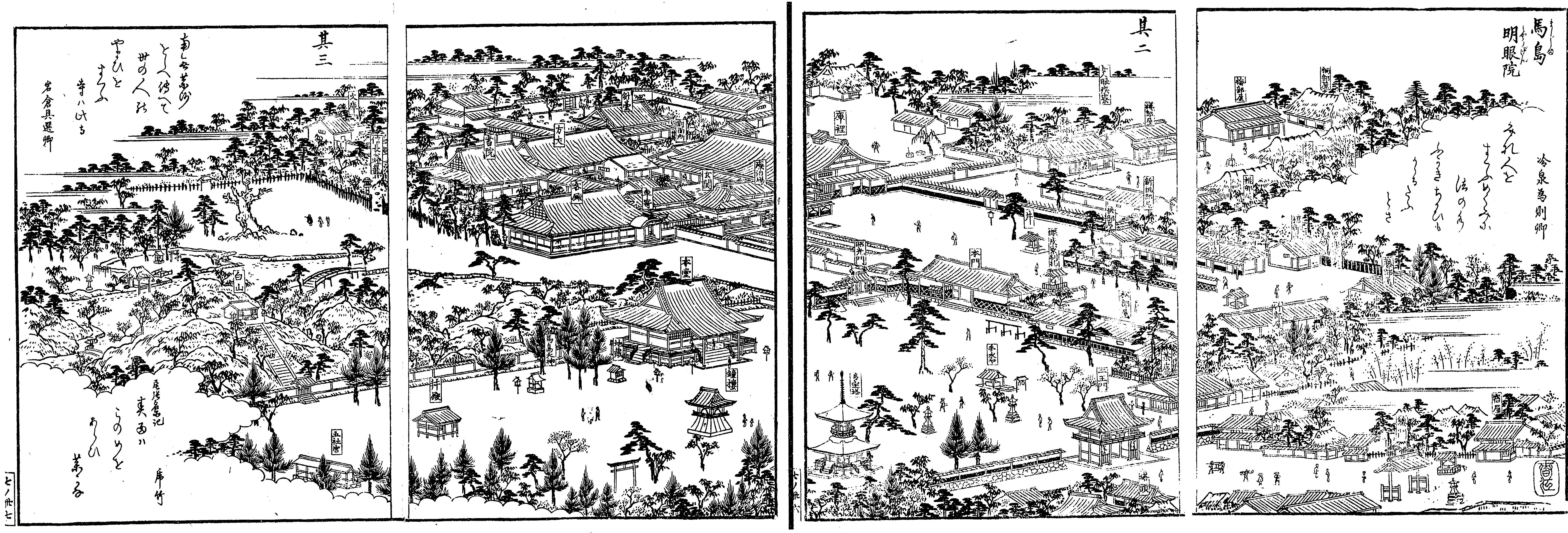
小田切春江が『尾張名所図会』に天保9年（1838年）同12年（1842年）に描いた明眼院の全体図。広い境内に治療施設や患者の居住施設があるのが見て取れる

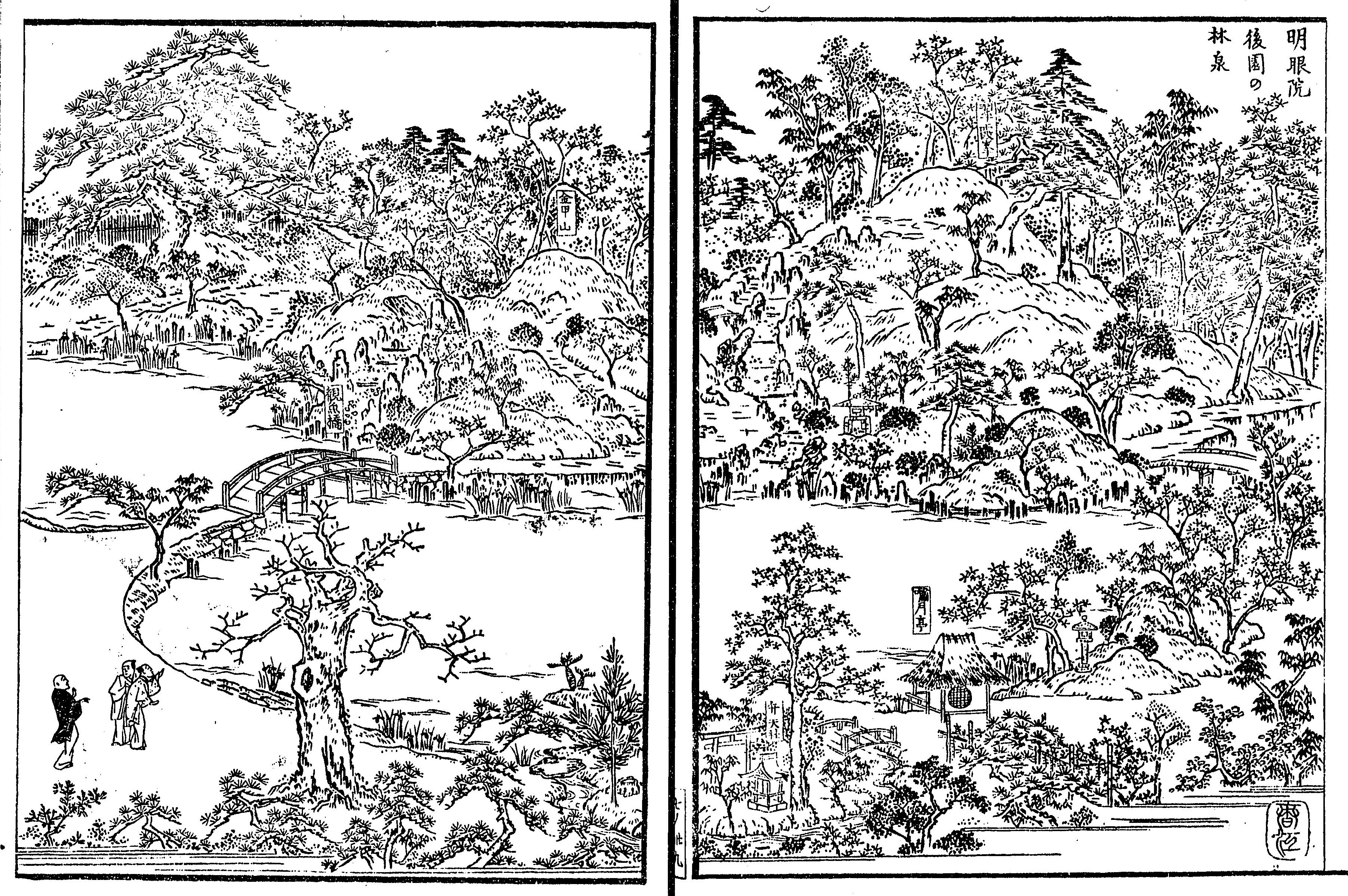
『尾張名所図会』に描かれた明眼院後園。

その頃、明眼院に治療に訪れたキリシタンが、幕府や尾張藩の迫害を逃れ、匿ったお礼にいわゆる「キリシタン灯籠」を寄贈した。円慶らはその真意を悟ったものの、困窮するものを見捨てられないとして密かに安置することを許してこのことは明治維新まで寺の極秘とされていた。後に住持円海が桜町天皇の皇女の治療にあたったことから、明眼院の住持を権大僧正に任じた。
こうして、同院の名声は広まって全国各地から診察を求める患者が来訪し、大名の小堀政一（遠州）や画家の円山応挙、国学者の本居春庭（宣長の嫡男）なども同院で治療を受けたとされている。また尾張藩からも寺領として36石が与えられていた。
28世・円如は天保年間（1830年 - 1844年）初期に長崎に遊学してオランダの医学を学び、治療に取り入れるなどしたという。
なお、江戸時代の複数の記録では5～18坊の塔頭があったとされ、慶長13年（1608年）の尾張藩による最初の検地において、7坊の塔頭の存在が記録されている。郡村徇行記には18坊との記述があるが、これが正確なものかははっきりしない。これらの塔頭のうち、蔵南坊と大智坊の間で馬嶋流眼科の本統争いから藩への訴訟が複数回に渡って行なわれた記録があり、天保7年（1836年）に大智坊が敗訴して無住になったという。

### 近代
1868年（明治元年）にかけて発せられた神仏分離令や、1874年（明治7年）に施行された「医術開業の試業規則」によって、古代以来の僧医（僧侶が医師としての医療行為を行う者）が禁じられると、檀家を持つことなく医療行為の報酬と藩からの援助によって成り立っていた寺院経営は困窮することになった。当時の住持は還俗して西洋医学を学び直し、後に名古屋で眼科医として開業している。また、今日、「馬嶋」姓を名乗る眼科医が多いと言われているのは明治以後に医療活動を禁じられた明眼院の僧侶の中に西洋眼科学を学んで眼科医としての活動を再開し、その際に明眼院の所在地であった「馬嶋」を姓として名乗ったからだという説もある。
明治以降の寺勢の衰えによってかつて「尾張名所図会」などにも描かれた境内は縮小。さらに1891年（明治24年）の濃尾地震や1959年（昭和34年）の伊勢湾台風の影響で古くからあった建物の多くが取り壊された。寛保元年（1741年）に再建された本堂は地震には耐えたが伊勢湾台風で屋根瓦が飛ぶなどの被害を受け、1977年（昭和52年）に解体されて、翌年に鉄筋コンクリートで建て替えられた。天井・壁・襖に描かれた狩野派の絵で知られた客殿も地震で荒廃し、地元住民の寄付によって1952年（昭和27年）に大修理が行われたが伊勢湾台風で再び大きな被害を受けて解体されている。
なお、東京国立博物館の裏庭にある応挙館は寛保2年（1742年）に明眼院の書院として建てられたものを衰微期に三井財閥の益田孝によって引き取られて、品川区御殿山の益田邸に移築し、後に博物館に寄贈されたものである。同館内の円山応挙作の襖絵は応挙が治療の御礼に描いたものであると言われている。朝顔狗子図杉戸はこの書院の廊下の引き戸であった。

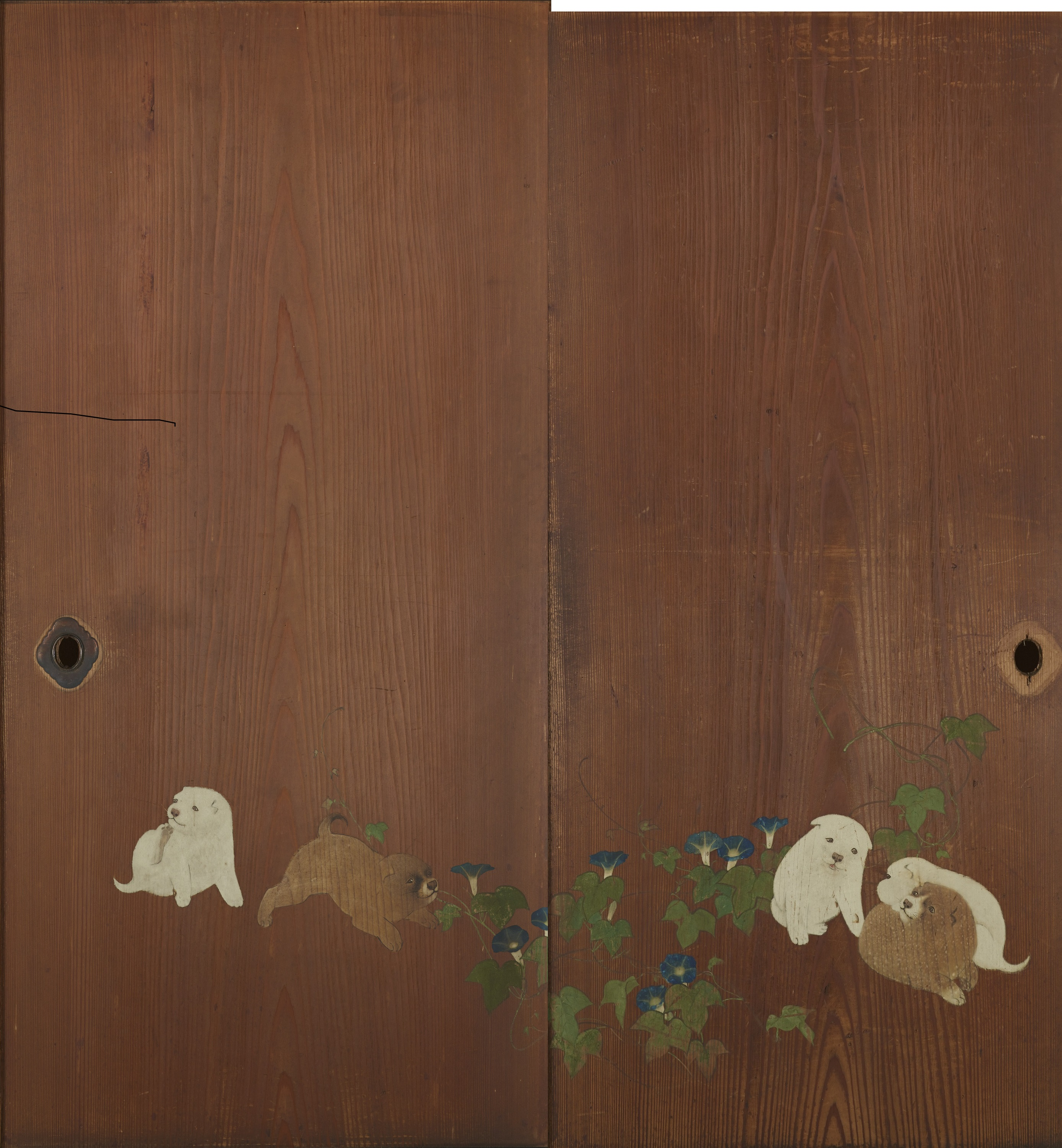
円山応挙作『朝顔狗子図杉戸』（1784年）。現在は、東京国立博物館にて所蔵。

## 文化財
江戸時代に患者から礼物として寄贈されたもの（後水尾天皇御物や小堀政一所持の茶器他）などを中心に多数の文化財を有する。

### 旧多宝塔
後述の大日如来坐像を安置することから「大日堂」とも呼ばれており、寺伝によれば建立は室町時代とされる。露盤には江戸時代初期の慶安2年（1649年）の銘が刻まれており、13世・円慶による大修理の記録と考えられているが、その文面から円慶が再興・建立したとする説もある。「張州勝藍開帳集」や「尾張名所図会」にも描かれた、二層構造の多宝塔だったが、明治維新ののちに寺とともに荒廃し、さらに1891年（明治24年）の濃尾地震で大きな被害を受けたことから上層は撤去され、下層のみの現在の姿になった。また、この際に相輪も2つを残して取り除かれている。さらに1959年（昭和34年）の伊勢湾台風でも被害を受けたため、1970年（昭和45年）に修復が行なわれた。2014年（平成26年）10月に国の登録有形文化財に登録された。

### 木造大日如来坐像
高さ110センチで桧材寄木造・玉眼の仏像。伝承では慈恵大師（良源）の作とするが、現在では平安時代の様式を模して鎌倉時代に造られたと考えられている。平時は公開されていない秘仏で大日堂に十二神将像などとともに安置されている。2012年（平成24年）に町指定文化財に指定された。

### 木造仁王像
かつて仁王門に安置されていた2躯の金剛力士像で、13世紀末〜14世紀初頭の鎌倉時代の造立とされる。阿形・吽形ともに片腕の先が欠損しているがその造形から慶派の仏師によるものと考えられており、2011年（平成23年）に町指定文化財に指定された。なお、仁王門は明治24年の濃尾地震で倒壊して撤去された。現在、仁王像は旧仁王門跡地に屋根付きの格子に被われた状態で置かれている。

### 宝篋印塔
かつての明眼院墓地が町役場横にあって、南北朝時代に建立された宝篋印塔が現存している。1991年（平成3年）に町指定文化財に指定された。

#### その他
- 絹本著色花鳥図2幅　明時代
- 絹本著色花鳥図　明時代
- 絹本墨画風神雷神図2幅　江戸初期
- 紙本墨画円画山水図　桃山時代
- 茶箱 - 後水尾天皇から賜ったもの。江戸初期
- 陶製呂宋茶壺
- 金剛鈴杵　唐時代
- 古萩茶碗　以上愛知県指定文化財

- 飯食器　室町後期
- 小堀遠州書状　江戸初期
- 尾州海東郡馬嶋村薬師領御縄打帳　江戸初期　以上大治町指定文化財

なお、13世・円慶が鎮守社であった白山社（現・馬嶋社）に奉納した神輿が現存しており、現在は大治町所有となっている。

## 交通アクセス
- 名鉄津島線甚目寺駅から徒歩20分
- 名鉄バス名古屋駅名鉄バスセンターより安松経由津島駅乗車、大治町役場前下車徒歩2分